# وزارة محمود فوزي الأولى
وزارة محمود فوزي الأولى هي الوزارة الثامنة والثمانون في تاريخ مصر وتشكلت في 20 أكتوبر 1970. وهي أول وزارة في عهد الرئيس محمد أنور السادات. وكانت هذه الوزارة هي ذاتها وزارة جمال عبد الناصر الأخيرة عند وفاته، فيما عدا تغير شخص رئيس الوزراء محمود فوزي بدلاً من جمال عبد الناصر، وقبول الرئيس السادات في 18 أكتوبر 1970 استقالة محمد حسنين هيكل من وزارة الإرشاد القومي، وندب السيد محمد محمد فائق للقيام بأعمال هذه الوزارة.:68:73

## أعضاء الحكومة
| الوزارة                                                        | الوزير                  |
| -------------------------------------------------------------- | ----------------------- |
| رئيس مجلس الوزراء                                              | محمود فوزي              |
| الحربية                                                        | محمد فوزي               |
| الداخلية                                                       | شعراوي جمعة             |
| الخارجية                                                       | محمود رياض              |
| الخزانة                                                        | عبد العزيز حجازي        |
| الاقتصاد والتجارة الخارجية                                     | حسن عباس زكي            |
| الأوقاف وشئون الأزهر                                           | عبد العزيز كامل         |
| الكهرباء والسد العالي                                          | محمد صدقي سليمان        |
| العمل                                                          | كمال الدين رفعت         |
| الصناعة والبترول والثروة المعدنية                              | عزيز صدقي               |
| الإدارة المحلية                                                | محمد حمدي عاشور         |
| الثقافة                                                        | ثروت عكاشة              |
| العدل                                                          | مصطف كامل إسماعيل       |
| الزراعة والإصلاح الزراعي                                       | سيد مرعي                |
| الصحة                                                          | عبده سلام               |
| التعليم العالي                                                 | عبد الوهاب البرلسي      |
| المواصلات                                                      | كمال هنري أبادير        |
| التربية والتعليم                                               | محمد حافظ غانم          |
| التموين والتجارة الداخلية                                      | محمد عبد الله مرزبان    |
| الري                                                           | إبراهيم زكي قناوي       |
| النقل                                                          | علي زين العابدين صالح   |
| البحث العلمي                                                   | أحمد مصطفى أحمد         |
| التخطيط                                                        | السيد جاب الله السيد    |
| الإسكان والمرافق                                               | حسن حسن مصطفى           |
| استصلاح الأراضي                                                | محمد بكر أحمد           |
| السياحة                                                        | محمد عوض القوني         |
| الشباب                                                         | محمد صفي الدين أبو العز |
| الشئون الاجتماعية                                              | حافظ بدوي               |
| الدولة للشئون الخارجية وندب للقيام بأعمال وزارة الإرشاد القومي | محمد محمد فائق          |
| الدولة                                                         | أمين حامد هويدي         |
| الدولة                                                         | حسن محمد التهامي        |
| الدولة                                                         | محمد سعد الدين زايد     |
| الدولة                                                         | عبد الرؤوف سامي شرف     |